# Mars útočí!
Mars útočí! (v anglickém originále Mars Attacks!) je americký komediální sci-fi film z roku 1996 režiséra Tima Burtona založený na stejnojmenných kartách. Film užívá prvky černého humoru, romantické komedie, absurdit, politické satiry a zároveň je parodií různých vědecko-fantastických béčkových filmů. Ve filmu se objevilo mnoho známých herců jako třeba Jack Nicholson, Annette Beningová, Pierce Brosnan, Sarah Jessica Parkerová, Glenn Close, Michael J. Fox, Jack Black, Natalie Portmanová, Tom Jones a Danny DeVito.
Režisér Tim Burton a scenárista Jonathan Gems začali na vývoji filmu pracovat v roce 1993 a společnost Warner Bros. pro Burtona koupila filmová práva na sérii karet. Když v roce 1994 Gems přednesl svůj první návrh, Warner Bros. požádala z důvodu snížení rozpočtu Gemse, Burtona, Martina Amise, Scotta Alexandera a Larryho Karaszewskiho. Snímek se natáčel od února do června 1996.
Na zvláštní efekty byla najata společnost Industrial Light & Magic. Ta použila počítačovou animaci poté, co byl plán použít stop motion zamítnut kvůli jeho vyšší ceně. Film měl premiéru 13. prosince 1996 a vysloužil si smíšené reakce. Světové tržby snímku činily asi 101 milionů dolarů, což bylo hodnoceno jako zklamání. Mars útočí! byl nominován na cenu Hugo a několik cen Saturn.

## Děj
Film převážně sleduje události na třech různých místech v USA - ve Washingtonu, D. C., Las Vegas a Kansasu.

### Washington
Marťané začnou obkličovat Zemi řadou létajících talířů. James Dale, prezident Spojených států, o tom informuje svět. Zpráva získá pozornost v redakci zpravodajství v New Yorku, v hotelu Luxor v Las Vegas, v přívěsu v Kansasu i na dalších místech. Prezidentští vědečtí poradci zorganizují setkání s mimozemšťany v poušti v Nevadě.
Pomocí překladače jazyků Marťané oznámili, že přišli v míru. Pak je ale vypuštěna holubice (jako symbol míru) a marťanský vůdce ji zabije. Marťané potom začnou vraždit i shromážděné lidi. Téměř všichni přítomní jsou zabiti. Prezident ale věří, že masakr byl pouze kulturním nedorozuměním, a tak se rozhodl pokračovat ve vyjednávání s mimozemšťany. Marťanský vyslanec se tak vydá na projev do Kongresu. Následuje ovšem další masakr a celý Kongres je vyvražděn a zničen. Profesor Kessler se snaží Marťany přesvědčit, aby přestali, ale je unesen.
Generál Decker se snaží přesvědčit prezidenta, aby dal souhlas s použitím jaderné zbraně, ale ten to odmítá. Marťanský vrah přestrojený za ženu pronikne do Bílého domu a neúspěšně se pokusí prezidenta zabít. Marťané pak zahájí plnou invazi na Zemi a sestoupí na planetu. Když útočí na Bílý dům, Dale unikne, ale jeho žena Marsha je zavražděna a dcera Taffy ztracena. Marťané ničí mnoho významných objektů po celé planetě - Big Ben, Eiffelovu věž, sochy na Velikonočním ostrově, Tádž Mahal a ve vynechaných scénách také Tokio a jednu z egyptských pyramid.
Marťané pak putují a vraždí po celém světě, doprovází je reproduktor, který říká: "Neutíkejte, jsme vaši přátelé.", zatímco střílejí do všech směrů okolo sebe. Nakonec se jim podaří zabít prezidenta Dalea v jeho bunkru, krátce poté, co mu zavolá francouzský prezident, že vyjednal dohodu, po čemž je okamžitě také zavražděn.

### Las Vegas
Známý zpěvák Tom Jones právě vystupuje v lasvegaském kasinu. Ve stejném kasinu se právě nacházejí také boxerský šampion Byron Williams, zotavující se alkoholička Barbara Landová a Cindy. Když Marťané začnou na město útočit, tito čtyři lidé vymyslí plán, jak z města uniknout - uletí letadlem z malého letiště za městem - Tom umí letadlo řídit a Barbara ho vlastní. Skupina pak přemýšlí, kam poletí a Barbara se rozhodne pro ostrov, kde je vetřelci nikdy nenajdou.
Skupině se nakonec podaří proniknout na letiště, ale tam přijdou na to, že jediná runway, kterou mohou použít, je obsazena Marťany, přítomen je i marťanský vyslanec. Byron se obětuje pro přežití ostatních a rozhodne se odlákat pozornost Marťanů, zatímco ostatní připraví letadlo a odletí, aniž by si toho vetřelci všimli.
Byron Marťany vyprovokuje k pěstnímu souboji. Jeho prvním soupeřem je samotný vyslanec, jemuž dá první ránu, která ho okamžitě zraní. Když zápas vrcholí, Barbara, Tom a Cindy nastartují a čekají až se Byronovi podaří přesunout zápas pryč z runwaye. Když Byronův boj s vyslancem pokračuje, Byron nakonec velvyslance zabije. Když si všimne, že jsou ostatní připraveni na start, přesune boj pryč z runwaye. Když letadlo přijíždí na runway, dav Marťanů se pokusí Byrona zabít a ani si nevšimne, že letadlo odletělo. Byron pokračuje v boji s Marťany a protože má proti sobě obrovskou přesilu, přemůžou ho a on upadne do bezvědomí.
Co se Byronovi stalo, není odhaleno, ale nakonec se znovu objeví ve Washingtonu - zraněný přichází k domu své bývalé ženy a dětí. Barbara, Tom a Cindy se objeví na ostrově, takže také přežili. Do kontaktu s nimi přijdou i různá zvířata, která si také prožila útrapy s Marťany.

### Kansas
Kansaský teenager Richie Norris je neustále ostrakizován svou rodinou, s výjimkou babičky. Když se rozhodne ji zachránit z domova důchodců, na který útočí Marťani, náhodou objeví marťanskou smrtelnou slabinu - nemohou poslouchat píseň Slima Whitmana Indian Love Call ( z operety českého skladatele Rudolfa Frimla Rose-Marie). Ta způsobuje to, že se marťanské mozky "rozprsknou". Jakmile zachrání babičku, společně pouštějí píseň v radiu a Marťané tak po celém světě umírají. Taffy Daleová, dcera prezidentského páru, jim oběma na konci udělí medaili cti.

## Obsazení
- Jack Nicholson
  - James Dale, prezident USA, který se svými spolupracovníky doufá, že naváže s Marťany kontakt a získá tak politické body. Kvůli tomu tráví více času uklidňováním veřejnosti, než vedením války, s tím, že chce pouze mír a přátelství. Později je Marťanem napíchnut na vlajku, když žádá o mír. Zdá se, že je jediným člověkem, jenž rozumí marťanskému zvrácenému smyslu pro humor. Je také jedinou postavou ve filmu, která působí na téměř všechny ostatní postavy, i když pouze nepřímo.
  - Art Land, hloupý prodejce realit v Las Vegas, co se více než o invazi mimozemšťanů zajímá o záležitosti svých investorů a o to, aby Marťané přišli právě za ním, až budou hledat bydlení. Se svou manželkou Barbarou nejedná moc slušně. Je zabit, když jeho hotel Galaxy zničí marťanský talíř.
- Glenn Close – Marsha Daleová, manželka prezidenta Dalea a první dáma USA. Je zobrazena jako materialistická, chladná a lehce narcistická žena, která se příliš nestará o prosby své dcery. Její první starostí o Marťany je, že mohou zničit vybavení jejího domu. Její obavy se ale zvětší, když se vetřelci snaží zabít jejího manžela. Marsha je zabita padajícím lustrem ve vstupní hale Bílého domu, když není schopná uhnout poté, co si uvědomí, že se jedná o lustr Nancy Reaganové.
- Annette Bening - Barbara Landová, Artova manželka, vyléčená alkoholička, jež se zajímá o filozofii New Age. Bening se při hraní Barbary inspirovala Ann-Margret ve filmu Elvis: Viva Las Vegas. Po marťanském útoku v Nevadě upadne do deprese a vrátí se k alkoholu. Ačkoli vypadá naivně, je si dobře vědomá marťanské taktiky a nabízí ostatním úkryt v místní jeskyni. Přežije spolu s Byronem, Tomem Jonesem a Cindy.
- Pierce Brosnan - Donald Kessler, šarmantní britský profesor anatomie. Věří, že mimozemšťané, kteří jsou schopní cestovat vesmírem, musí být přátelští, a tak si nedokáže vysvětlit, proč Marťané nejsou, ale správně odhadne, že Marťané žijí v podpovrchových městech, což je důvod, proč lidské sondy nenalezly na Marsu nikdy žádné známky života. Kessler je unesen Marťany poté, co se s vyslancem pokouší vyjednat zastavení zabíjení. Jako součást svých experimentů mu na vesmírné lodi odstraní hlavu a živou ji přenesou na neznámé zařízení. Spolu s Natalie se utopí, když loď marťanského vůdce spadne do oceánu.
- Danny DeVito - hrubý gambler, protivný právník na dovolené v Las Vegas, jehož invaze Marťanů vůbec nevzrušuje do té doby, než je unaven z běhání. Je spálen Marťanem, když se vzdá a nabízí mu své rolexky.
- Martin Short - Jerry Ross, tiskový mluvčí Bílého domu, jenž zneužívá své postavení, aby si ilegálně vodil ženy do Bílého domu. Tak tam dovede i maskovanou Marťanku, o níž si myslí, že je atraktivní žena. Ta mu ukousne prst a umlátí ho bronzovou sochou.
- Sarah Jessica Parker - Natalie Lakeová, moderátorka talk show, Jasonova přítelkyně, po jeho smrti se zamiluje do Donalda Kesslera. Je trochu tupá. Během bitvy v nevadské poušti ji Marťani unesou a pak v rámci experimentů vymění její hlavu s hlavou její čivavy. Natalie se utopí spolu s Donaldem, když vesmírná loď marťanského vůdce spadne do oceánu.
- Michael J. Fox - Jason Stone, moderátor zpráv GNN. Ačkoli žárlí na to, že má jeho přítelkyně Natalie svou talk show, miluje ji a během bitvy v Nevadě se ji pokusí zachránit před Marťany, ale je zabit. Dodnes se jedná o Foxovu poslední větší filmovou roli a v několika scénách jsou vidět příznaky jeho onemocnění Parkinsonovou chorobou.
- Rod Steiger - generál Decker, muž, jenž od začátku vidí v Marťanech jen to nejhorší a neustále podněcuje k válce proti nim. Ukáže se, že měl pravdu, ale pak je marťanským vůdcem zmenšen a zašlápnut, když se snaží ubránit prezidenta.
- Tom Jones - slavný zpěvák z Las Vegas, který z města uteče spolu s Barbarou, Cindy, a Byronem. Skupince pomůže zejména ve chvíli, kdy se ukáže, že dokáže řídit letadlo, když opouštějí město. Náhodou také zachrání Byronův život, když pustí rádio, ve kterém hraje píseň Slima Whitmana. Přežije a na konci zpívá obklopen různými zvířaty píseň It's Not Unusual.
- Jim Brown - Byron Williams, boxer v důchodu, jenž se snaží znovu získat svou bývalou ženu. Když se Marťané snaží zničit Las Vegas, pokusí se spolu s Barbarou, Cindy a Tomem uniknout letadlem. Skupina pak přijde na to, že letiště, odkud chtějí letět, je základnou Marťanů včetně marťanského vyslance. Byron proto vyzve vyslance na pěstní souboj a kryje tak ostatní, kteří mezitím utíkají. Nakonec je přemožen a vypadá to, že zemřel. Nicméně nakonec přežije, i když má různá zranění.
- Sylvia Sydney - Florence Norrisová, často svou rodinou považovaná za šílenou, byla téměř spálena marťanskou zbraní, ale vnuk Richie ji zachránil. Právě díky tomu, že pustí hudbu Slima Whitmana, objeví s vnukem slabost Marťanů, zachrání tak svět a dostane vyznamenání od prezidentovy dcery.
- Lukas Haas - Richie Norris, ačkoli je často ostrakizován svou rodinou, babička ho miluje. Když Richie neposlechne rodiče a jede do domova důchodců zachránit babičku, náhodou objeví marťanskou slabost a tím zachrání svět. Zároveň si tím zachránil život, protože Marťani po jeho odchodu zničili přívěs jeho rodičů. Na konci filmu dostane u ruin Kapitolu vyznamenání od prezidentovy dcery.
- Lisa Marie Smith - marťanské děvče, tajemná vražedkyně poslaná zabít prezidenta Dalea, ale je zastřelena ochrankou. Je jedinou hranou (a ne počítačově animovanou) Marťankou ve filmu. Pozemské atmosféře se brání tím, že žvýká dusíkovou žvýkačku.
- Pam Grier - Louise Williamsová - řidička autobusu ve Washingtonu, jež se rozčiluje kvůli chování svých synů, kteří místo, aby chodili do školy, navštěvují herny a později se zajímají o Marťany. Je také Byronova bývalá manželka. Invazi jako jedna z mála postav přežije pouze tím, že zůstává doma a skrývá se.
- Joe Don Baker a O-Lan Jones - pan Norris a Sue-Ann Norrisová, bydlící v přívěsu, považují svého agresivního syna Billyho-Glena za amerického hrdinu, zatímco pasivního Richieho za černou ovci rodiny. Oba jsou zabiti, když marťanský robot zvedne jejich přívěs a rozbije ho o jiný přívěs.
- Jack Black - Billy-Glen Norris, bratr Richieho a voják, jenž je zabit v Nevadě, poté co selže jeho zbraň.
- Christina Applegate - Sharona, přítelkyně Billyho-Glena, po jehož smrti se rychle začne zajímat o dalšího. Když se svým novým přítelem v přívěsu souloží, sleduje je pár Marťanů, kteří je potom zabijí.
- Ray J a Brandon Hammond - Cedric a Neville Williamsovi, rebelující synové Byrona a Louise Williamsových, kteří pomohou prezidentovi Daleovi uniknout z Bílého domu, když ho napadnou Marťané, a oni jim ukradnou dvě laserové zbraně. Oba invazi přežijí.
- Natalie Portman - Taffy Dale, dcera prezidenta Dalea a jeho ženy Marshy. Nemá své rodiče ráda kvůli jejich nezájmu. Dokud nezabijí oba její rodiče, o Marťany se moc nezajímá. Neznámo jak přežije invazi a seznámí se s Richiem.
- Paul Winfield - generálporučík Casey, talentovaný šplhoun, který je vyslán jako americký vyslanec do Nevady a stane se také první lidskou obětí Marťanů. Vzhledově je podobný Colinu Powellovi.
- Brian Haley - Mitch, oddaný agent tajné služby, který se obětuje kvůli prezidentu Daleovi, když marťanský vyslanec napadne místnost pro vedení války. Během invaze byl střelen červenou paprskovou zbraní, ale utrpěl pouze malé zranění. Je odpovědný za záchranu prezidenta během napadení Bílého domu.
- Janice Rivera - Cindy, číšnice v Luxor Las Vegas, která uprchne z města spolu s Barbarou a Tomem Jonesem.
- Jerzy Skolimowski - Dr. Zeigler, vynálezce překladače marťanského jazyka. Zúčastnil se prvního setkání lidí a Marťanů v Nevadě, kde byl pravděpodobně zabit, protože při pozdějším nájezdu na Las Vegas používá jeden z Marťanů jeho překladač.
- Barbet Schroeder - Maurice, prezident Francie, jenž se pokusí vyjednávat s Marťany. Je zavražděn, když si myslí, že dosáhl dohody.
- Frank Welker - hlas Marťanů, jejichž jazyk je tvořen pouze neustálým opakováním "Ack". Všichni mají zvláštní smysl pro humor, protože jejich jediným důvodem pro zničení Země je pouze pobavení. Jejich obrovské mozky jsou velmi citlivé na vysokofrekvenční zvuky jako například jódlování a nemohou dýchat pozemskou atmosféru. Nejdůležitějšími Marťany, kteří se ve filmu objeví jsou marťanský vyslanec (jako jediný má červenou kápi) a marťanský vůdce (jako jediný má modrou kápi). Vyslanec je zavražděn v Las Vegas, když ho Byron vyzve na pěstní souboj a rozbije jeho helmu. Vůdce zemře, když Richie pouští po celém světě pomocí helikoptér, letadel a radií píseň Slima Whitmana Indian Love Call, čímž vybuchne jeho hlava a jeho loď potom spadne do oceánu.
- Roger L. Jackson - hlas překladače Dr. Zeiglera
- Joseph Maher - malíř v Bílém domě

## Výroba

### Vývoj
Jonathan Gems, který již předtím pro Tima Burtona napsal několik nerealizovaných scénářů, přišel s nápadem vytvořit z karet Mars útočí film v roce 1993. Scenárista potom předvedl koncept Mars útočí! i Dinosauři útočí! Burtonovi a dohromady se shodli, že Dinosauři útočí! by byli příliš podobní Jurskému parku, a tak začali pracovat na Mars útočí!. Burton, který byl v té době zaneprázdněn přípravami filmu Ed Wood, věřil, že Mars útočí! bude skvělá příležitost vzdát poctu filmům Edwarda D. Wooda Jr., obzvláště Plan 9 from Outer Space (1959), a dalším béčkovým sci-fi filmům z 50. let.
Burton nabídl film studiu Warner Bros. a to pro něj koupilo filmová práva na sérii karet. Podle původního plánu měl snímek přijít do kin v létě 1996. Gems svůj původní scénář dokončil v roce 1994 a Warner Bros. na něj připravil rozpočet na 260 milionů dolarů. Studio ale nechtělo na film vydat více než 60 milionů. Poté, co přišel Gems s mnoha návrhy na to, jak snížit rozpočet, byl nahrazen scenáristy Eda Wooda Scottem Alexanderem a Larrym Karaszewskim. Na změny byl najat také Martin Amis, ale později prohlásil, že ačkoli se mu film líbil, neobsahoval ani jedno slovo, které by napsal.
Gems se k projektu nakonec vrátil, napsal celkem 12 návrhů scénáře. Ačkoli je v titulcích Gems napsán u scénáře i u námětu, své knižní zpracování filmu věnoval Burtonovi, jenž "se spolupodílel na scénáři a neřekl si o místo v titulcích". Warner Bros. váhal s marťanským jazykem a chtěl po Burtonovi, aby k němu přidal titulky, ale ten to odmítl. Když pracoval s Burtonem, Gems zmenšil počet hlavních postav ze 60 na 23 a místo zobrazení destrukcí po celém světě se film zaměřil pouze na tři hlavní místa. Scény ukazující Marťany útočící na Čínu, Filipíny, Japonsko, Evropu, Afriku a Rusko byly vyřazeny. "Nesu v mysli to, že to bylo předtím, než byl napsán Den nezávislosti," komentuje to Gems, "Měli jsme tam věci jako Manhattan ničený budovu po budově, zmizel Bílý dům a stejně tak Empire State Building. Warner Bros. spočítal, že by to bylo příliš drahá, a tak jsme to vynechali, abychom snížili náklady."

### Obsazení
Rozhodnutí získat do filmu přední herce je podobné tomu, když Irwin Allen obsazoval své katastrofické filmy Dobrodružství Poseidonu a Skleněné peklo. Pro roli prezidenta Dalea byl původně vybrán Warren Beatty, pak ho nahradil Paul Newman, ale ten se pak rozhodl pro jinou roli. Další volbou byl tedy Jack Nicholson, jenž žertem prohlásil, že by chtěl hrát všechny role. Burton souhlasil s tím, že obsadí Nicholsona do rolí prezidenta Dalea i Arta Landa. Pamatoval si jejich dobré pracovní vztahy během natáčení filmu Batman.
Barbaru Landovou měla původně ztvárnit Susan Sarandonová, ale pak byla obsazena Anette Bening, která svou postavu zahrála podle Ann-Margret ve filmu Elvis: Viva Las Vegas. Hugh Grant byl zase první volbou pro roli profesora Donalda Kesslera, ale roli nakonec získal Pierce Brosnan. Glenn Close zase získala svou roli první dámy Marshy Daleové na úkor Meryl Streep, Diane Keatonové a Stockard Channing. Nicholson nebyl jediný herec, jenž se u natáčení Mars útočí! nesetkal s Burtonem při práci poprvé. Sylvia Sidney se s ním znala již z natáčení Beetlejuice, Sarah Jessica Parkerová (která podepsala smlouvu ještě předtím, než si přečetla scénář) hrála již v Burtonově filmu Ed Wood a Danny DeVito se s režisérem znal již ze snímku Batman se vrací. Burton tak pokračoval ve své praxi obsazování stejných herců několikrát do různých filmů.

### Natáčení
Původně mělo natáčení filmu začít uprostřed srpna 1995, ale bylo odloženo až na únor 1996. Režisér Tim Burton najal Petera Suschitzkyho jako kameramana, líbila se mu totiž jeho práce na filmech Davida Cronenberga. Production designer Thomas Wynn měl v úmyslu vzdát designem místnosti pro vedení války hold filmu Dr. Divnoláska. Burton naléhal na to, aby umělecká stránka, kamera i kostýmy do sebe včlenily vzhled karet ze 60. let.
Při vytváření vzhledu Marťanky (kterou hrála tehdejší Burtonova přítelkyně Lisa Marie), která svádí Jerryho Rosse, se návrhářka kostýmů inspirovala hracími kartami, Marilyn Monroe a prací Alberta Vargase a Jane Fonda ve filmu Barbarella. Natáčení snímku skončilo 1. června 1996. Hudba k filmu byla složena a nahrána Dannym Elfmanem, se kterým se Burton rovněž setkává při práci opakovaně. Ačkoli spolu nespolupracovali na Burtonově předcházejícím filmu Ed Wood, protože se neshodli při tvorbě Ukradených Vánoc, u Mars útočí! se znovu sešli. Elfman pro natáčení hudby získal hlavního kytaristu skupiny Oingo Boingo Stevea Barteka.

### Zvláštní efekty
Tim Burton měl původně v úmyslu na Marťany použít stop motion animaci, chtěl tak vzdát hold práci Raye Harryhausena, zejména filmu Jáson a Argonauti. Podobně jako v Beetlejuice Burton chtěl, aby zvláštní efekty vypadaly levně a jako úmyslná napodobenina. Nejdříve oslovil Henryho Selicka, režiséra Ukradených Vánoc, aby řídil na práci při stop motion, ale ten byl příliš zaneprázdněn prací na snímku Jakub a obří broskev. Burton potom tedy pro tuto práci najal Barryho Purvese. Ten vytvořil mezinárodní tým asi 70 animátorů, kteří na Mars útočí! pracovali osm měsíců. Při práci na marťanském pohybu se inspirovali u choreografie Glorie Swanson a pohyby Normy Desmond ve snímku Sunset Blvd..
Když byl rozpočet vypočítán na 100 milionů dolarů (Warner Bros. nechtěl překročit 75 milionů), producent Larry J. Franco pověřil testy Industrial Light & Magic, společnost, s níž pracoval na efektech ve filmu Jumanji. Burton pak byl přesvědčen, aby změnil názor a rozhodl se pro počítačovou animaci, která snížila finální rozpočet na 80 milionů dolarů. Globální destrukci, létající talíře ve vzduchu, marťanské přistání v Nevadě a robota, který pronásleduje Richieho Norrise, má na svědomí Warner Digital Studios. Warner Digital rovněž vytvořilo modely Big Benu a dalších pamětihodností. Zničení hotelu Arta Landa bylo natočeno při demolici skutečné budovy The Landmark Hotel and Casino, budovy, jež se líbila Burtonovi, a proto ji chtěl zvěčnit.

## Uvedení
Warner Bros. utratilo 20 milionů dolarů za marketingovou kampaň filmu, což spolu s 80 miliony utracenými během natáčení dává finální rozpočet o 100 milionech dolarů. Scenárista Jonathan Gems převedl film do knižní podoby. Ta byla v lednu 1997 vydána nakladatelstvím Puffin Books. Ve Spojených státech byl film uveden 13. prosince 1996 a během úvodního víkendu vynesl 9,38 milionů dolarů. Celkově v USA Mars útočí! vynesl 37,77 milionů, v zahraničí potom 63,6, což celosvětově dělá 101,37 milionů dolarů.

## Ohlas
Mars útočí! byl ve Spojených státech považován za kasovní trhák, ale nakonec sklidil větší úspěch u kritiky i u diváků v Evropě. Mnoho diváků objevilo ve snímku podobnosti se Dnem nezávislosti, jenž měl premiéru také v roce 1996. "Byla to jen náhoda. Nikdo mi o tom neřekl. Byl jsem překvapený, jak podobné si to bylo," prohlásil Tim Burton, "Ale myslím si, že jsou jiné ve stylu. Den nezávislosti je jiný ve všem. Skoro se zdálo, že my jsme udělali něco jako verzi Mad magazine Dne nezávislosti. Ještě když film běžel v kinech, televizní vysílací práva koupila společnost USA Network.

### Kritika
U kritiky si Mars útočí! vysloužil smíšené reakce. Na základě 56 hodnocení Rotten Tomatoes uvádějí, že se film líbil 46% recenzentů a film dosáhl průměrného skóre 5,6/10. V "Top Critics" tohoto serveru získal snímek dokonce pouze 33% a skóre 5,2/10. Pro srovnání server Metacritic vypočítal filmu na základě 19 hodnocení skóre 52/100. U uživatelů ČSFD si Mars útočí! vysloužil lepší hodnocení - získal 68%. Roger Ebert komentoval pocty béčkovým filmům 50. let, o kterých tvůrci mluvili: "Samotný Ed Wood by nám mohl říct, co je na tomhle filmu špatně: tvůrci cítili nad svým materiálem nadřazenost. Být legrační chce věřit sám sobě. Podívejte se na filmy Infra-Man nebo Útok včelích panenek a uvidíte filmy, které nemají hvězdy, vysoké rozpočty a moderní zvláštní efekty, ale jsou zábavné a zábavné způsobem, jakému Burtonova megaprodukce nikdy úplně neporozumí."
Kenneth Turan z Los Angeles Times napsal: "Mars útočí! má všechen cynismus a nevíru 90. let, utahuje si z konvencí, které bere Den nezávislosti vážně. To vše zní chytře, ale pravda je, že Mars útočí! není tak vtipný, jak by mohl být. Pouze několik z mnoha herců tohoto filmu zanechalo trvalý dojem a v humoru chybí Burtonovo srdce a jeho duše." Desson Thomson z The Washington Post řekl: "Mars útočí! evokuje spoustu sci-fi klasik od Dne, kdy se zastavila Země po Dr. Divnolásku, ale není nic o moc víc, než jen povrchní cvičení. S výjimkou Burtonových nárazových obrazových gagů (asi se nikdy nevzpamatuji z hlavy Sarah Jessicy Parker naroubované na tělo čivavy) se jedná o nedodělaný, suchý materiál. A závěrečná bitva mezi Pozemšťany a Marťany je nudná a přehnaná."
Richard Schickel, píšící pro časopis Time, dal filmu pozitivní hodnocení: "Musíte obdivovat jejich chucpe: šíři Burtonových (a Gemsových) narážek na další filmy od Kurosawy po Kubricka, a především to, že se nerozhodli nám nabídnout jedinou sympatickou postavu. Možná, že nevytvořili dost legrační Pozemšťany, ale veskrze zlý vysokorozpočtový film je vždycky vítanou raritou." Jonathan Rosenbaum z Chicago Reader pochválil surrealistický a černý humor, který je podobný filmům Dr. Divnoláska a Gremlins. Řekl, že zdaleka nebylo jasné, zda se jedná o satiru, i když tak byl film kritiky popisován.

### Ocenění
Mars útočí! byl téměř nominován na Oscara za nejlepší zvláštní efekty, ale Akademie místo toho zvolila Den nezávislosti, Dračí srdce a Twister. Snímek byl nominován v sedmi kategoriích na Saturn Awards a Danny Elfman tuto cenu získal za nejlepší hudbu. Ostatní nominovaní byli Tim Burton za režii, Jonathan Gems za scénář, herec Lukas Haas, kostymérka Colleen Atwood a tvůrce zvláštních efektů Industrial Light & Magic. Film byl také nominován na Saturn Award za nejlepší sci-fi film, ale tu získal Den nezávislosti. Snímek získal také nominaci na cenu Hugo.